# استریسایکل
استریسایکل (انگلیسی: Stericycle) شرکت مدیریت پسماند آمریکایی است، که در سال ۱۹۸۹ تأسیس شد.